# Jan Rabie
Jan Sebastian Rabie (14 november 1920 – 15 november 2001) was een Afrikaanse schrijver van korte verhalen, romans en andere literaire werken. Rabie was een van de zogenaamde Sestigers, een groep invloedrijke Afrikaanse schrijvers uit de jaren zestig. Hij produceerde eenentwintig werken.

## Leven
Rabie groeide op in verschillende delen van de West-Kaap. In 1937 schreef hij zich in aan de Universiteit van Stellenbosch en in 1941 behaalde hij zijn bachelor in Afrikaans en Nederlands. Als student publiceerde hij zijn eerste gedichten. Daarna werkte hij als leraar in Umtata en Knysna. Tijdens deze periode was hij lid van de Nasionale Party en de extreemrechtse Ossewabrandwag.
In 1944 verhuisde hij naar Johannesburg om als schrijver te werken. Hij ontving een doctoraatsbeurs aan een universiteit in Parijs. Hij woonde er zeven jaar en werd beïnvloed door Jean-Paul Sartre en de ideeën van het existentialisme. Tegelijkertijd verzette hij zich tegen de apartheid. In Parijs ontmoette hij ook de schilder Marjorie Wallace, met wie hij trouwde na zijn terugkeer naar Zuid-Afrika in 1955. Ze woonden in Kaapstad, waar Rabie werkte voor de South African Broadcasting Corporation en de krant Die Burger. 
In 1956 verscheen zijn eerste boek Een-en-twintig, dat 21 kortverhalen bevat in de stijl van het surrealisme en existentialisme, en daarmee aanzienlijk afweek van eerdere Afrikaanse literatuur. Rabie werd lid van de Sestigers, die het boek Een-en-twintig als belangrijk zagen. 
In 1966 reisde het stel naar de VS, Europa en Israël en woonde daarna drie jaar op Kreta. In 1970 keerden ze terug naar Zuid-Afrika en woonden vanaf dat moment in Onrusrivier in wat nu de gemeente Overstrand is, waar Rabie in 2001 stierf.
Rabie is vooral bekend van de vijfdelige romanreeks Bolandia, waarin hij de Boeren en Kleurlingen van de historische Kaapkolonie als gemeenschap portretteerde. Hij publiceerde ook korte verhalen, gedichten, jeugdboeken, reisverhalen, essays en dagboeken. Hij vertaalde ook ongeveer 40 boeken in het Afrikaans, waaronder L'Étranger van Albert Camus.

## Publicaties
| Jaar | Publicaties                                        |
| ---- | -------------------------------------------------- |
| 1943 | Nog skyn die sterre                                |
| 1944 | Geen somer                                         |
| 1946 | Vertrou op môre                                    |
| 1947 | Die pad na mekaar                                  |
| 1950 | Groen reise                                        |
| 1956 | 21                                                 |
| 1957 | Dakkamer en agterplaas                             |
|      | Swart ster oor die Karoo                           |
| 1958 | Ons, die afgod                                     |
| 1960 | Twee strandlopers                                  |
|      | Die evolusie van nasionalisme                      |
| 1961 | Die groen planeet                                  |
| 1963 | Mens-alleen                                        |
| 1964 | Eiland voor Afrika                                 |
|      | Die groot anders-maak                              |
| 1966 | Die roos aan die pels                              |
|      | Waar jy sterwe                                     |
|      | Polemika                                           |
| 1969 | A man apart                                        |
| 1970 | Klipwieg                                           |
| 1971 | ’n Haan vir Eloúnda                                |
|      | Die hemelblom                                      |
| 1975 | Seeboek van die Sonderkossers                      |
| 1977 | Ark                                                |
| 1980 | Versamelverhale                                    |
| 1981 | Johanna se storie                                  |
| 1982 | ’n Boek vir Onrus                                  |
| 1985 | En oseaan                                          |
|      | Droomberge – Sederberge                            |
| 1986 | Sestigers in woord en beeld: Jan Rabie             |
| 1989 | Buidel                                             |
| 1998 | Paryse dagboek                                     |
| 2000 | 21 Plus                                            |
| 2004 | Hutspot                                            |
|      | Redactie                                           |
| 1966 | In memoriam Ingrid Jonker                          |
|      | Vertalingen naar het Afrikaans                     |
| 1960 | Die waaier – Paul-Jacques Bonzon                   |
|      | ’n Huis met groen luike – Georges Siménon          |
|      | Die stilte van die see – Paul Vercors              |
| 1961 | Die ysterperd – Paul Berna                         |
|      | Die ligte voetstap – Henri Bosco                   |
|      | Die klip wat groei – Albert Camus                  |
| 1963 | Die weeskinders van Simitra – Paul Jacques Bonzon  |
| 1964 | Pret met die ysterperd – Paul Berna                |
|      | Briewe uit my meul – Alphonse Daudet               |
|      | Verlorevlei – L.N. Lavolle                         |
|      | Windesang se kinders – L.N. Lavolle                |
| 1965 | Die perd sonder kop – Paul Berna                   |
| 1966 | Die buitestaander – Albert Camus                   |
|      | Witrot en sy stoker – Etienne Cattin               |
| 1967 | Roseline se sneltrein – Etienne Cattin             |
| 1968 | Die straatmusikant – Paul Berna                    |
| 1969 | ’n Bruid in die môre – Hugo Claus                  |
| 1971 | Museums – Suzanne de Borhegyi                      |
| 1974 | Patoegas – Ioannes Kondulakis                      |
| 1975 | Soektog na ’n legende – Paul Berna                 |
| 1979 | Verlange na die hartland – Ilias Venezis           |
| 1981 | Viktor, die seekoei met vlerke – Guy Couhaye       |
|      | Waar kan ’n olifant wegkruip? – David McPhail      |
|      | Jan en die boontjierank – Tony Ross                |
|      | Suster Luiperd – Djibi Thiam                       |
| 1982 | Die varkwagter – Hans Christian Andersen           |
|      | Die beertjieberg – Max Bolliger                    |
|      | Die herderslied – Max Bolliger                     |
|      | 2010: Sending na Jupiter – Arthur C. Clarke        |
|      | Duikboot-kaperjolle – Franklin W. Dixon            |
| 1984 | Mev. Frisby en die rotte van Nimh – Robert O’Brien |
| 1987 | Môrester oor die Abruzzi – Uys Krige               |